# Croix de cimetière de Bourgbarré
La croix de cimetière de Bourgbarré est une croix monumentale située dans le cimetière de Bourgbarré, dans le département français d'Ille-et-Vilaine, région Bretagne.

## Historique
La croix date du XVe siècle et fait l’objet d’une inscription au titre des monuments historiques depuis le 6 mars 1946.

## Description et architecture
Cette croix en granit se compose d'un long fût vertical à section octogonale et de deux courtes branches elles aussi octogonales, portant un christ crucifié, sous une arcade trilobée et au-dessus d'un écusson. Elle repose sur un double socle à section carrée, orné de moulures.